# Новацкий, Андрей
Андрей Новацкий (пол. Andrzej Nowacki; 15 октября 1953, Рабка-Здруй) — современный польский художник, представитель геометрической абстракции и оп-арта.

## Биография
Детство провёл в Мшане-Дольней. В 1967 году переехал в Краков. В 1973 – 1977 годах работал над созданием рекламных витрин и плакатов, а также участвовал в реставрационных работах некоторых костёлов в районе Кракова. Сблизился со студентами и преподавателями Краковской академии искусств. С 1977 года изучал скандинавскую филологию в Гётеборгском университете, позже поступил на факультет истории искусств Инсбрукского университета имени Леопольда и Франца.
В 1982 году, сотрудничая с Агентством Современного Искусства «Advance» в Дюссельдорфе, участвовал в организации выставки «documenta 7» Кассель, Германия. В то время познакомился с польским художником-авангардистом и пионером геометрической абстракции Генриком Стажевским.
В 1984 году переехал в Западный Берлин. В 1987 году прошла первая индивидуальная выставка художника. С 1988 года Андрея Новацкого связывала близкая дружба с русским эмигрантом и владельцем галереи искусств «Avantgarde Galerie Berlin» Натаном Федоровским.
В 1990-е годы выставки работ художника прошли в Кракове (Galeria Pryzmat, 1992), Берлине (Galerie Sernov & Rose, 1993; Galerie Berinson, 1995; Galerie «Avantagde», Willy-Brandt-Haus 1997) и Щецине (Galeria Amfilada, 1996).
В 1994 году участвовал в частном стипендиальном проекте в Нью-Джерси, США.
В 1997 — 2001 годах принимал участие в Международных Пленэрах «Язык Геометрии» в Окунике, Польша, организованных польским искусствоведом и критиком искусств Боженой Ковальской.
В 1998 — 2007 годах сотрудничал с Хайнцем Тойфелем, коллекционером и владельцем крупной немецкой галереи конкретного искусства «Galerie Heinz Teufel».
В 2001 году получил стипендию Фонда Джексона Поллока и Лее Краснер в Нью-Йорке, США.
В 2002 году прошла первая ретроспектива Андрея Новацкого в Международном Центре Культуры в Кракове, Польша.
В 2003 — 2007 годах работал во Флориде, Майями и на острове Анны Марии, США.
В 2005 году был в Японии, где прошла его индивидуальная выставка в Осаке.
В 2011 году в Государственной Галерее Искусств в Сопоте, Польша, была организована совместная выставка Андрея Новацкого и важнейшего польского художника, представителя оп-арта Войцеха Фангора.
В 2015 году Андрей Новацкий организовал художественную мастерскую на территории исторического промышленного комплекса Нижней области Витковице в Остраве, Чехия, где работал до 2018 года.
В настоящее время художник живёт и работает в Берлине, Германия.
Новацкий принял участие в около 100 групповых выставках, которые прошли в Польше, Германии, Австрии, Швеции, Финляндии, Словакии, Чехии, Нидерландах, Японии и США.

## Творчество
Начиная с первой половины 1980-х годов, Андрей Новацкий создаёт абстрактные живописные рельефы с использованием геометрических фигур. Главным элементом композиций художника, основополагающим всё его творчество, становится квадрат. Стилистика ранних работ тесно связана с творчеством Генрика Стажевского и традицией русского авангарда (прежде всего с работами Казимира Малевича, Владимира Татлина, Любови Поповой). Также вдохновляясь творчеством Василия Кандинского и Джозефа Альберса, художник в своих композициях отводит важную роль формам и цветовым сочетаниям, вызывающим у зрителя эмоциональные переживания. С начала 2000-х годов Новацкий создаёт линейные рельефные композиции, сближающие его творчество с художниками оп-арта, такими как Бриджет Райли, Хесус Рафаэль Сото, Карлос Крус-Диес, Войцех Фангор. Одновременно художник работает над сериями графических работ, близких стилистике «информель».